# جانغل وورد
جانغل وورد هي صحيفة أسبوعية ألمانية يسارية تصدر في برلين. تأسست في البداية في عام 1997 من قبل المحررين البارزين لصحيفة يونجه فيلت اليومية اليسارية الألمانية،  أصبحت مستقلة بعد عدد قليل فقط من الإصدارات. اليوم، يتم نشرها من قبل دار جانغل وورد للنشر بأسماء أكثر من ثلاثين مؤلفًا ومحررًا وموظفًا حاليين وسابقين بالإضافة إلى أصدقاء الصحيفة.
تشتهر الصحيفة بمواقفها المناهضة للقومية والعالمية التي تعكس مواقف «اليسار غير العقائدي» في ألمانيا. يتم نشر المقالات في الطبعة الأسبوعية على الإنترنت في الأيام التي تلي النشر. وفقًا للوزارة الاتحادية لشؤون الأسرة، تلتقط الصحيفة بانتظام أسئلة من أطياف اليسار المتطرف المناهض لألمانيا، وتحتوي على إشارات إلى أنشطة اليسار المتطرف. وللصحيفة كتاب دائمون مناهضون للألمان. صنف مكتب الدولة لحماية دستور في براندنبورغ الصحيفة على أنها واحدة من أهم المنشورات في الوسط المناهض للألمان.
تلقت الصحيفة قدرًا كبيرًا من الانتقادات بين اليسار في ألمانيا بسبب موقفها الغامض من حرب العراق في عام 2002 وانتقادها لاستخدام المستشار آنذاك غيرهارد شرودر للسياسات المناهضة للحرب في حملته الانتخابية لإعادة انتخابه نفس السنة. نقطة الخلاف القوية بين اليسار الألماني هي موقفها المؤيد لإسرائيل. كثيرا ما تتهم الصحيفة المناهضون للإمبريالية بأنهم قوميين.
منذ إعادة إطلاقها في الذكرى العاشرة لتأسيسها في عام 2007، تتميز الصحيفة بقسمين: الاهتمامات الخارجية في الغالب الأخبار والتحليلات السياسية حول الشؤون الألمانية والدولية بالإضافة إلى النقاش، ويقدم القسم الداخلي النقد الثقافي والأدبي، والسخرية اللاذعة، و قطعة أطول في شكل ملف. منذ أبريل 2008، يدير موقعها على شبكة الإنترنت أيضًا سلسلة من المدونات.

## روابط خارجية
- الموقع الرسمي
 باللغة الإنجليزية